# فرانك مولر (لاعب كرة قدم)
فرانك مولر (بالألمانية: Frank Möller)‏ (11 يوليو 1967 بماينتس في ألمانيا - ) هو لاعب كرة قدم ألماني في مركز الوسط. لعب مع آينتراخت فرانكفورت وماينتس 05 ونادي نورنبرغ.

## وصلات خارجية
- فرانك مولر على موقع قاعدة بيانات كرة القدم.إي يو (الإنجليزية)
- فرانك مولر على موقع بيانات كرة القدم. دي إي (الألمانية)